# Armando Izzo
Armando Izzo (Napels, 2 maart 1992) is een Italiaans voetballer die doorgaans als verdediger speelt. Hij verruilde Genoa in juli 2018 voor Torino FC. Izzo debuteerde in 2019 in het Italiaans voetbalelftal.

## Carrière
Izzo maakte zijn debuut in het betaalde voetbal in 2011 bij Triestina, dat hem huurde van Napoli. Op 24 augustus 2013 maakte hij zijn debuut in de Serie B, hij mocht starten als basisspeler in de gewonnen wedstrijd tegen Novara. Zijn eerste doelpunt in de Serie B maakte hij op 7 maart 2014; hij maakte de enige treffer van de wedstrijd tegen Empoli.
In de zomer van 2014 maakte hij de overstap naar Genoa in de Serie A. Op 5 oktober speelde hij zijn eerste wedstrijd voor zijn nieuwe club. Hij mocht invallen voor Maxime Lestienne in de wedstrijd tegen Parma. Op 11 januari 2015 maakte hij in een met 3–1 verloren wedstrijd tegen Internazionale zijn eerste doelpunt.

## Clubstatistieken
| Seizoen         | Club            | Competitie          | Competitie | Competitie | Beker | Beker | Internationaal | Internationaal | Totaal | Totaal |
| Seizoen         | Club            | Competitie          | Wed.       | Dlp.       | Wed.  | Dlp.  | Wed.           | Dlp.           | Wed.   | Dlp.   |
| --------------- | --------------- | ------------------- | ---------- | ---------- | ----- | ----- | -------------- | -------------- | ------ | ------ |
| 2011/12         | US Triestina    | Lega Pro – Girone B | 13         | 1          | 3     | 0     | –              | –              | 16     | 1      |
| Club totaal     | Club totaal     | Club totaal         | 13         | 1          | 3     | 0     | –              | –              | 16     | 1      |
| 2011/12         | US Avellino     | Lega Pro – Girone B | 6          | 0          | 0     | 0     | –              | –              | 6      | 0      |
| 2012/13         | US Avellino     | Lega Pro – Girone A | 22         | 1          | 2     | 0     | –              | –              | 24     | 1      |
| 2013/14         | US Avellino     | Serie B             | 30         | 1          | 4     | 0     | –              | –              | 34     | 1      |
| Club totaal     | Club totaal     | Club totaal         | 58         | 2          | 6     | 0     | –              | –              | 64     | 2      |
| 2014/15         | Genoa CFC       | Serie A             | 20         | 1          | 1     | 0     | –              | –              | 21     | 1      |
| 2015/16         | Genoa CFC       | Serie A             | 5          | 0          | 0     | 0     | –              | –              | 5      | 0      |
| Club totaal     | Club totaal     | Club totaal         | 25         | 1          | 1     | 0     | –              | –              | 26     | 1      |
| Carrière totaal | Carrière totaal | Carrière totaal     | 96         | 4          | 10    | 0     | –              | –              | 106    | 4      |

Bijgewerkt t/m 11 oktober 2015

## Erelijst
| Kampioen Lega Pro Prima Divisione | 1x | 2012/13 |
| Supercoppa di Lega Pro            | 1x | 2013    |

1 Paleari ·
2 Bayeye ·
3 Schuurs ·
4 Walukiewicz ·
5 Masina ·
7 Karamoh ·
8 Ilić ·
9 Sanabria ·
10 Vlašić ·
13 Maripán ·
16 Pedersen ·
17 Donnarumma ·
18 Adams ·
20 Lazaro ·
21 Dembélé ·
23 Coco ·
24 Sosa ·
26 İlkhan ·
27 Vojvoda ·
28 Ricci ·
32 Milinković-Savić ·
61 Tameze ·
66 Gineitis ·
72 Ciammaglichella ·
77 Linetty ·
79 Savva ·
91 Zapata  ·
92 Njie ·
Coach: Vanoli